# Onthophagus justei
Onthophagus justei là một loài bọ cánh cứng trong họ Bọ hung (Scarabaeidae).